# Aulacus mcmillani
Aulacus mcmillani är en stekelart som beskrevs av Jennings, Austin och Stevens 2004. Aulacus mcmillani ingår i släktet Aulacus, och familjen vedlarvsteklar. Inga underarter finns listade.